# Kanton Athis-Mons
Der Kanton Athis-Mons ist seit 1964 ein französischer Wahlkreis im Arrondissement Palaiseau, im Département Essonne und in der Region Île-de-France; sein Hauptort ist Athis-Mons, Vertreter im Generalrat des Départements war seit 1998 Patrice Sac (PS), zuletzt wiedergewählt 2011. Seit 2015 sind es Pascal Picard und Christine Rodier von der UMP (bis 2021).

## Gemeinden
Der Kanton besteht aus drei Gemeinden mit insgesamt 63.385 Einwohnern (Stand: 1. Januar 2022) auf einer Gesamtfläche von 16,94 km²:
| Gemeinde            | Einwohner 1. Januar 2022 | Fläche km² | Dichte Einw./km² | Code INSEE | Postleitzahl |
| ------------------- | ------------------------ | ---------- | ---------------- | ---------- | ------------ |
| Athis-Mons          | 36.451                   | 8,56       | 4.258            | 91027      | 91200        |
| Juvisy-sur-Orge     | 18.978                   | 2,24       | 8.472            | 91326      | 91260        |
| Paray-Vieille-Poste | 7.956                    | 6,14       | 1.296            | 91479      | 91550        |
| Kanton Athis-Mons   | 63.385                   | 16,94      | 3.742            | 9102       | –            |

Der Kanton bestand bis zur Neuordnung der französischen Kantone im Jahr 2015 aus zwei Gemeinden. Dann wurde die Gemeinde Juvisy-sur-Orge, die bisher dem nunmehr aufgelösten gleichnamigen Kanton angehörte, dem Kanton Athis–Mons zugeordnet.

## Bevölkerungsentwicklung
Der Kanton wurde 1967 gegründet. 
| Jahr      | 1968   | 1975   | 1982   | 1990   | 1999   | 2006   |
| --------- | ------ | ------ | ------ | ------ | ------ | ------ |
| Einwohner | 35.033 | 38.405 | 35.616 | 36.335 | 36.615 | 37.813 |